# Bailey Chase
Pour les articles homonymes, voir Chase.
Bailey Chase, né Bailey Chase Luetgert le 1er mai 1972 à Chicago, est un acteur américain.

## Biographie
Bailey Chase est né le 1er mai 1972 à Chicago.
Il a un frère, Christopher George Luetgert.
Il passe sa jeunesse à Barrington (Illinois) et Naples (Floride) et va au lycée à Jacksonville.
Il obtient ensuite une bourse sportive à l'université Duke où il joue au football américain au poste de linebacker. Il sort de l'université diplômé en psycho-sociologie en 1995.
Il apprend le métier d'acteur à la London Academy of Music and Dramatic Art et s'installe à Los Angeles, commençant à apparaître dans des séries télévisées, tout d'abord sous le nom de Bailey Luetgert.

### Vie privée
Il est marié à Amy Wilson depuis 2012. Ils ont deux filles Waverly et Maggie Chase et un fils, Gauge Chase.

## Carrière
En 1999, il obtient un premier rôle récurrent dans la saison 4 de Buffy contre les vampires. Il part de la série en 2000.
De 2007 à 2010, il fait partie de la distribution principale de Saving Grace.
En 2012, il intègre la distribution principale de la série Longmire.

## Filmographie

### Cinéma

#### Longs métrages
- 1997 : The Truth About Juliet de Sean McGinly : Willie / Dirk
- 1998 : Recherche maman désespérément (Billboard Dad) d'Alan Metter : Brad Thomas
- 2000 : The Stray de Kevin Mock : Keith
- 2003 : Rats de Tibor Takacs : Johnny Falls
- 2009 : Droit de passage (Crossing Over) de Wayne Kramer : Agent Farrell, agent de patrouille des frontières
- 2010 : Dark Metropolis de Stewart St. John : Aiden Pryme
- 2015 : Un voisin trop parfait (The Boy Next Door) de Rob Cohen : Benny
- 2015 : Sex, Death and Bowling d'Ally Walker : Rick McAllister
- 2016 : Batman v Superman : L'Aube de la Justice (Batman v Superman: Dawn of Justice) de Zack Snyder : Le leader des Python
- 2016 : Kill for Me de Tim McCann : Charlie Sundstrom
- 2018 : Silver Lake de Sean McGinly : Dan
- 2019 : Courage et Rodéo (Walk. Ride. Rodeo.) de Conor Allyn : Cory Snyder
- 2021 : Far More d'Ally Walker : Rick McAllister
- 2022 : Country Roads Christmas de Marco Deufemia : Harris
- 2023 : Left Behind : Rise of the Antichrist de Kevin Sorbo : Nicolae Carpathia
- 2023 : Far Haven de Gary Wheeler : Hunter Braddock

#### Courts métrages
- 2009 : The Next Race : The Remote Viewings de Stewart St. John : Aiden Pryme
- 2016 : Kadence de Jacob Johnston : Joel Kaul
- 2016 : The Chaplain de Jeremy Breslau : Ryan Davis

### Télévision

#### Séries télévisées
- 1996 : Alerte à Malibu (Baywatch) : Dave
- 1996 : Sauvés par le gong : La Nouvelle Classe (Saved by the Bell : The New Class) : Zach Newton
- 1996 : Hot Line : Jake
- 1997 : Notre belle famille (Step by Step) : Scott
- 1997 : Sweet Valley High : Christian Gorman
- 1997 : USA High : Un livreur
- 1998 : Charmed : Alec
- 1998 : Le Drew Carey Show (The Drew Carey Show) : Mark
- 1999 : Pacific Blue : Zach
- 1999 : Undressed : Steve
- 1999 - 2000 : Buffy contre les vampires (Buffy the Vampire Slayer) : Graham Miller
- 2000 : JAG : James Elling
- 2002 : V.I.P. : James Gilroy
- 2003 - 2005 : As the World Turns : Chris Hughes
- 2005 : Las Vegas : Jack Porter
- 2005 : Les Experts (CSI : Crime Scene Investigation) : Marty Mayron
- 2006 - 2007 : Watch Over Me : Steve
- 2007 : Ugly Betty : Becks Scott
- 2007 : Esprits criminels (Criminal Minds) : James Colby Baylor / Jason Clark Battle
- 2007 - 2010 : Saving Grace : Butch Ada
- 2008 : New York, unité spéciale (Law and Order : Special Victims Unit) : Lincoln Haver (saison 9, épisode 16)
- 2009 : Cold Case : Affaires classées (Cold Case) : Roy W. Dunn
- 2009 : Castle : Will Sorenson
- 2010 : Miami Medical : Rick Deleo
- 2011 : Damages : Sean Everett
- 2012 : FBI : Duo très spécial (White Collar) : Bryan McKenzie
- 2012 : Awake : David Walker
- 2012 - 2014 : Longmire : Branch Connally
- 2014 - 2015 : Chicago Police Department (Chicago P.D.) : David Lang
- 2016 : Grimm : Lucien Petrovitch
- 2016 : Lucifer : Grey Cooper
- 2017 : 24 Heures : Legacy (24 : Legacy) : Thomas Locke
- 2017 : Twin Peaks : The Return : Détective Don Harrison
- 2017 : Wisdom : Tous contre le crime (Wisdom of the Crowd) : Caleb Boorman
- 2018 : Six : Vince Delano
- 2019 : Reine du Sud (Queen of the South) : Eddie Brucks
- 2020 : S.W.A.T. : Owen
- 2020 : The Rookie : Le Flic de Los Angeles (The Rookie) : Michael Banks, Agent de la DEA
- 2020 : SEAL Team : Eddie Guzman
- 2020 : Thumb Runner : Sensei

#### Téléfilms
- 2013 : Le Meurtrier de minuit (Summoned) de Peter Sullivan : Détective Michael Lyons
- 2018 : Tous ensemble pour Noël (Shoelaces for Christmas) de Craig Clyde : Spencer Miller